# کوجی یوشیناری
کوجی یوشیناری (انگلیسی: Koji Yoshinari؛ زادهٔ ۱۹ مهٔ ۱۹۷۴) بازیکن فوتبال اهل ژاپن است.
از باشگاه‌هایی که در آن بازی کرده‌است می‌توان به باشگاه فوتبال گامبا اوساکا اشاره کرد.